# Cyrus David
Cyrus David (* 26. Oktober 1961 in Freiburg im Breisgau) ist ein deutscher Schauspieler, Regisseur und Moderator.

## Leben
Seine Ausbildung als Schauspieler absolvierte er von 1982 bis 1984 am Franz Schubert Konservatorium in Wien sowie 1985 am Lee Strasberg Institute und Actor’s Playhouse in New York. Von 1989 bis 1990 ließ er sich in Berlin bei Vicky Hall im Gesang ausbilden, außerdem absolvierte er an der Ernst-Busch-Hochschule in Berlin eine Ausbildung in Sprecherziehung, worauf 1991 eine Weiterbildung bei Robert Lewis folgte.
Seit Beginn seiner Ausbildung 1984 war er immer wieder in Theater-Engagements zu sehen (u. a. am Landestheater Detmold, auf den Städtischen Bühnen Bielefeld und am Staatstheater Braunschweig), ab 1991 folgten kleinere und größere Fernsehrollen. Einem breiten Publikum wurde er bekannt durch die Rolle des Dr. Robert Eschenbach in der ARD-Vorabendserie Marienhof, die er von 1995 bis 24. März 1998 verkörperte.
Anlässlich der 500. Folge dieser Serie drehte er die Persiflage Und täglich grüßt der Marienhof, in der fast alle Bereiche der Produktion in ironischer Weise präsentiert werden.
Cyrus David spricht neben seiner Muttersprache fließend Englisch und Französisch. Er lebt in Berlin.

## Filmografie

### Fernsehen
- 1991: Gesucht wird Ricki Forster
- 1991: Der Millionenerbe
- 1995–1998: Marienhof (als Dr. Robert Eschenbach)
- 1998/2002: Streit um drei
- 1999/2002: Aktenzeichen XY … ungelöst
- 2002: Mein schönster Tag
- 2002: Das letzte Mal
- 2005/2019–2021: Gute Zeiten, schlechte Zeiten
- 2007/2008: Die Fallers – Eine Schwarzwaldfamilie
- 2012: Allein gegen die Zeit – 20:00 (als Polizist)

### Regisseur
- 1996: Und täglich grüßt der Marienhof
- 2000–2002: Inszenierungen auf der Neuen Bühne Bruck
- 2000–2004: diverse Image-Filme für das Franziskuswerk Schönbrunn
- 2006: Inszenierungen auf der Tribühne Stuttgart – Die Affäre Rue de Lourcine (von Eugène Marin Labiche)

### Sonstiges
- 2006: Dokumentations-Moderation für ABBA – die Biographie
- 2006: Moderation des Estrel-Festival-Centers Berlin
- 2006/2007: Moderation des Internationalen Kurzfilmfestival Dresden
- 2007: Moderation des Max-Ophüls-Preises in Saarbrücken

## Theater
- 1988–1989: Alte Oper in Frankfurt am Main – Linie 1 (als Junge im Mantel)
- 1989: Kleines Theater Bonn – Le depit amoureux (als Valer, Metaphrast)
- 1990/1991: Hansa-Theater Berlin
  - 1990: Ladykillers (als Louis Harvey)
  - 1990: Die schwebende Jungfrau (als Walter Döring)
  - 1991: Der Damenschneider (als Aubin)
- 1990–1991: Theatermanufaktur am Halleschen Ufer in Berlin – Die Schatten (als Präsident)
- 1991–1992: Renitenztheater in Stuttgart – Haus Vaterland (als Kabarettist)
- 1997/1999: Neue Schaubühne in München – Up and running (als Trevor)
- 2002/2004/2008: u. a. Theater am Dom in Köln – Hände weg von meiner Frau (als Jimmy Skouras)